# Googleplex
Googleplex, tên của trụ sở của Google tại 1600 Amphitheatre Parkway, Mountain View, Santa Clara, California, Mỹ; Gần San Jose.
Googleplex là từ ghép giữa Google và Googolplex, tên được đặt cho số lớn 10(10100), hay 10googol.
Khu phức hợp ban đầu, có diện tích văn phòng là 2.000.000 feet vuông (190.000 m2), là khu tập thể hình vuông lớn thứ hai của Google về các tòa nhà của Google. Một tòa nhà lớn nhất của Google là toà nhà 111 Eighth Avenue rộng 2.900.000 foot (270.000 m2) tại thành phố New York, nơi mà Google mua vào năm 2010. Một khi khu nghỉ dưỡng rộng 1.100.000 foot vuông (100.000 m2) 2015, Googleplex đã trở thành bộ sưu tập lớn nhất của các tòa nhà của Google với 3.100.000 feet vuông (290.000 m2).

## Cơ sở vật chất và lịch sử

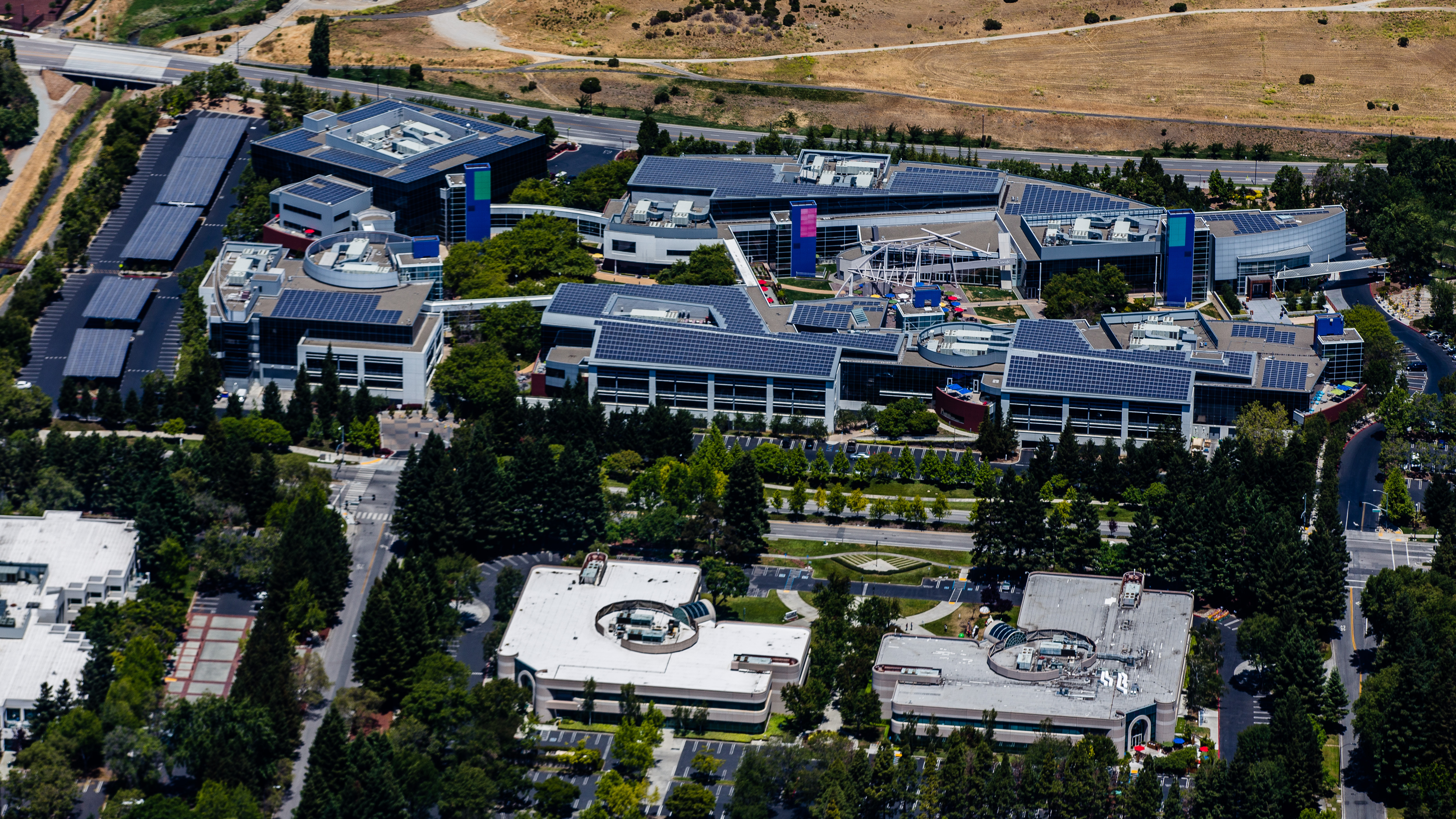
Tòa nhà chính Googleplex nhìn trên cao

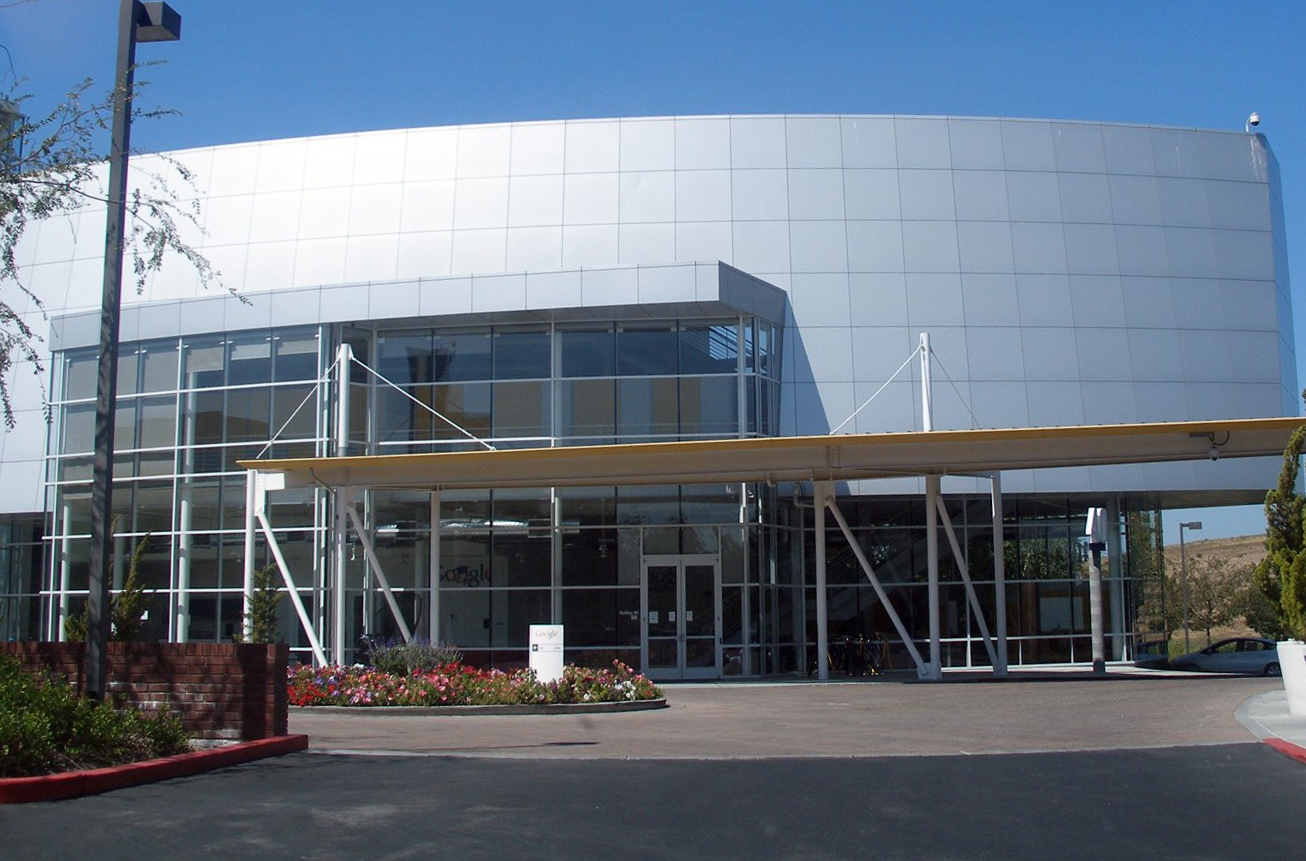
Cổng vào cũ của tòa nhà 40

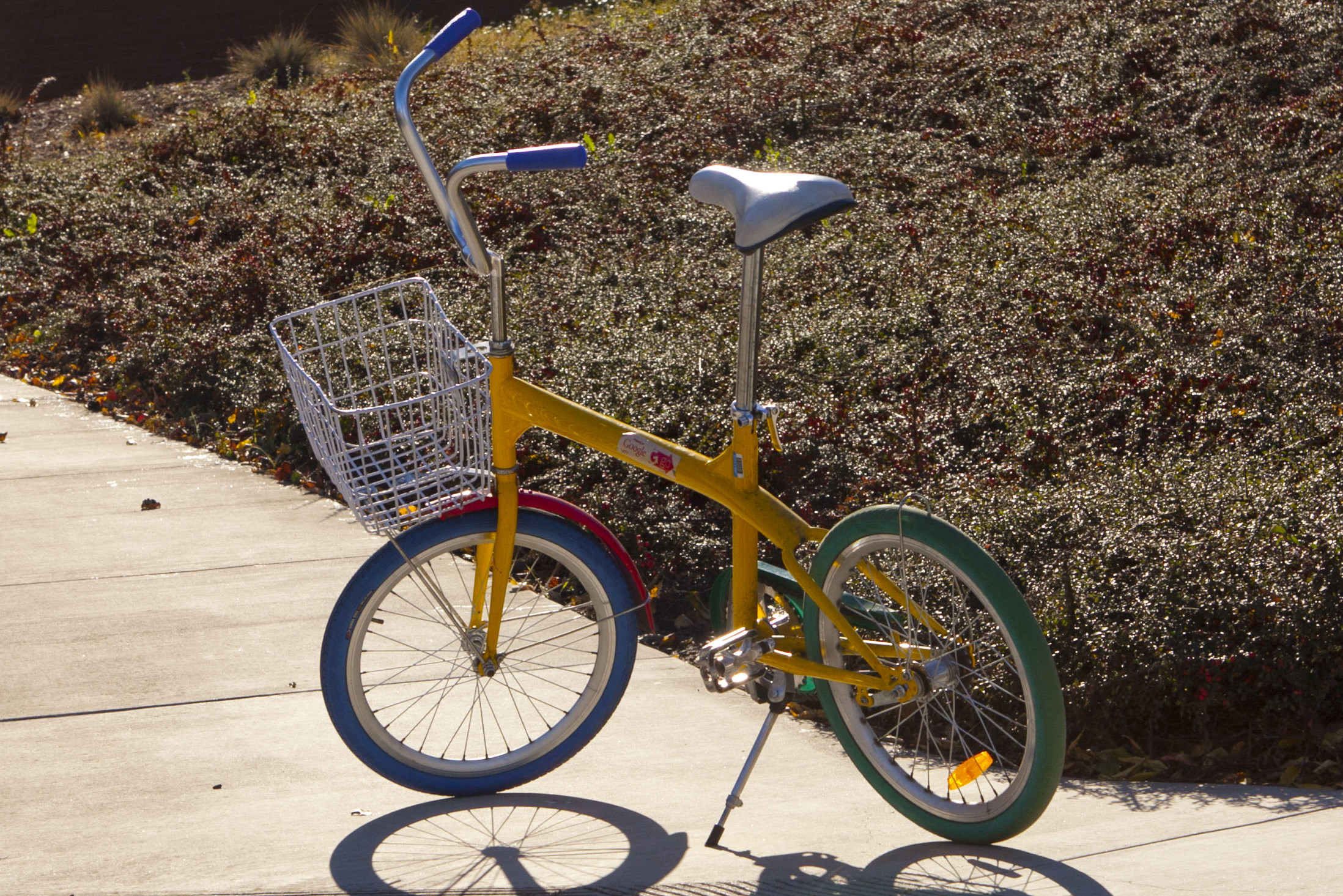
Xe đạp được nhân viên sử dụng trong Googleplex

## Lịch sử
Các cơ sở của SGI cũ được Google cho thuê bắt đầu từ năm 2003. Một thiết kế lại nội thất đã được hoàn thành bởi Clive Wilkinson Architects vào năm 2005. Tháng 6 năm 2006, Google đã mua lại một số thuộc tính của Silicon Graphics, trong đó có Googleplex, với giá 319 triệu USD. Clive Wilkinson Architects đã hoàn thành bản thiết kế lại nội thất vào năm 2005.
Vào tháng 6 năm 2006, Google đã mua một số tài sản của Silicon Graphics, bao gồm cả Googleplex, với giá 319 triệu đô la.

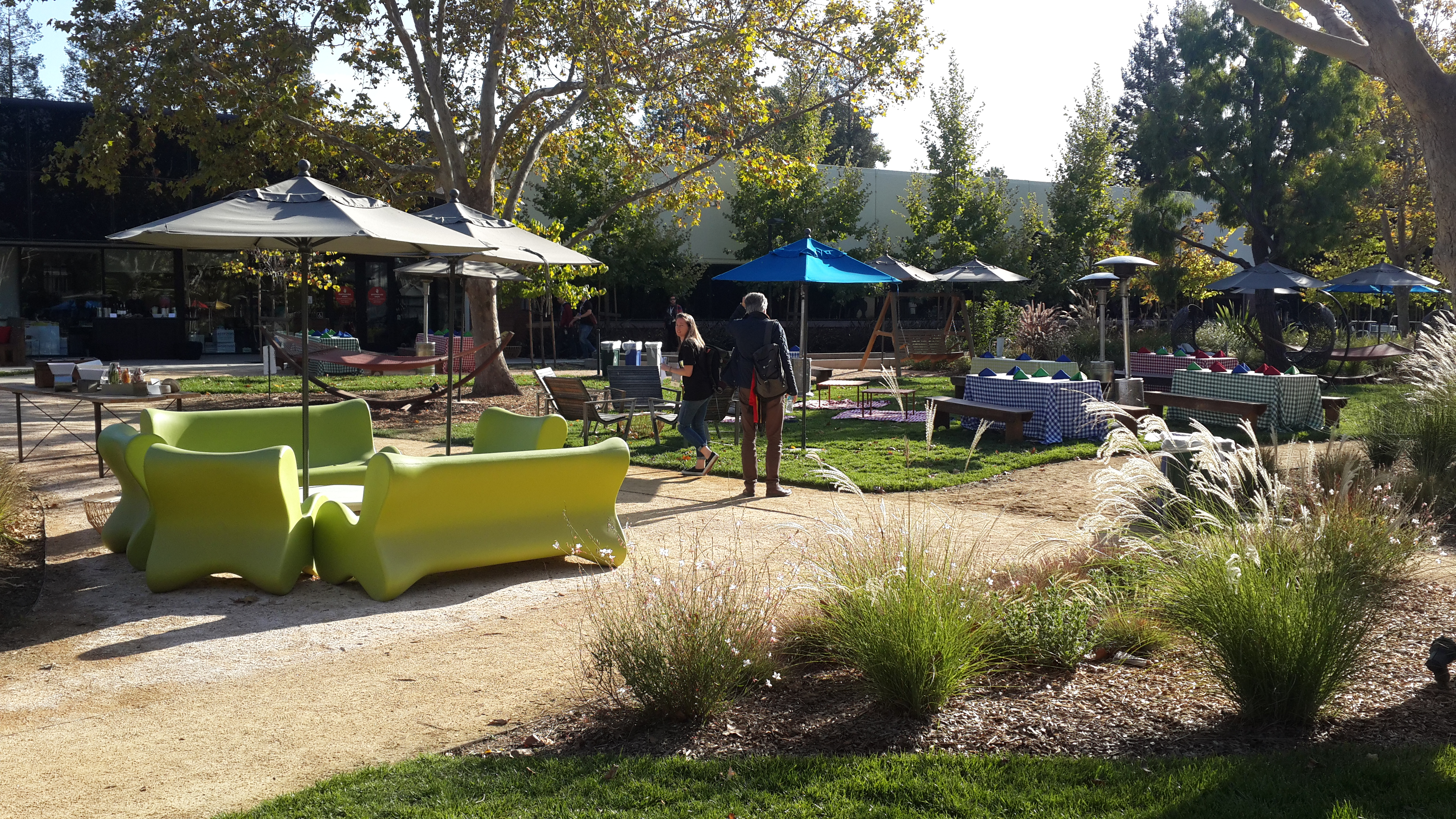
Google Campus trong Googleplex

Vì các tòa nhà có chiều cao tương đối thấp, nên các khu phức hợp trải rộng trên một diện tích đất lớn. Nội thất của trụ sở chính được trang bị các vật dụng như bóng đèn bóng và quả bóng cao su khổng lồ. Sảnh đợi có một cây đàn piano và một bản chiếu các truy vấn tìm kiếm trực tuyến hiện tại của Google. Các tiện nghi bao gồm phòng giặt là miễn phí (Tòa nhà 40, 42 & CL3), hai bể bơi nhỏ, nhiều sân bóng chuyền cát, và mười tám phòng ăn với các thực đơn đa dạng. Google cũng đã cài đặt các bản sao của SpaceShipOne và bộ xương khủng long.
Từ năm 2007, trang web này đã có một loạt các tấm pin mặt trời bao phủ cho các mái nhà của tám tòa nhà và hai ô tô năng lượng mặt trời, và có khả năng sản xuất 1,6 megawatt điện. Vào thời điểm cài đặt, Google cho rằng đây là công ty lớn nhất Hoa Kỳ trong số các tập đoàn. Các tấm cung cấp điện cần thiết cho 30% nhu cầu điện cao điểm trong các tòa nhà năng lượng mặt trời của họ.
Bốn máy Bloom 100 kW năng lượng đã được vận chuyển đến Google vào tháng 7 năm 2008, khiến Google trở thành khách hàng đầu tiên của Bloom Energy.
Các bức tượng trên sân cỏ của Android (trước đây nằm ngoài Tòa nhà 44 trên đường Charleston), hiện đang nằm trong khuôn viên của Google vào năm 1981 tại Landings Drive (ở 37.4184135°N 122.0879531°W) và bao gồm một bức tượng màu xanh lá cây khổng lồ của biểu tượng Android và các bức tượng bổ sung để Đại diện cho tất cả các phiên bản của hệ điều hành Android.